# 科内古-马里尼奥
科内古-马里尼奥是巴西米纳斯吉拉斯州的一个市镇。总面积1617.916平方公里，总人口6279人，人口密度3.9人/平方公里。